# کمیسر اروپا برای اقدام اقلیمی
کمیسر اروپا برای اقدام اقلیمی (انگلیسی: European Commissioner for Climate Action) یک پست در کمیسیون اروپا است که در سال ۲۰۱۰ ایجاد شد تا بر روی مقابله با تغییرات اقلیمی تمرکز کند.
اتحادیه اروپا اقدامات متعددی را در رابطه با تغییرات اقلیمی انجام داده است. مهم‌تر از همه، پروتکل کیوتو بود که آن را در ۱۹۸۸ امضا کرد، انتشار طرح تجارت خود را در سال ۲۰۰۵ راه‌اندازی کرد و اخیراً موافقت کرد تا سال ۲۰۲۰ به‌طور یکجانبه انتشار گازهای گلخانه‌ای خود را ۲۰ درصد کاهش دهد.
کمیسر فعلی اقدام اقلیمی ووپکه هوکسترا است که بعد از استعفای فرانس تیمرمنز به این سمت منصوب گردید. او همچنین به عنوان معاون اجرایی کمیسیون اروپا برای قرارداد سبز اروپا و معاون روابط بین‌نهادی و آینده‌نگری عمل می‌کند.